# Run with the Pack
Run with the Pack è il terzo album in studio del gruppo hard rock britannico Bad Company, pubblicato nel 1976.

## Tracce
Side 1
1. Live for the Music (Mick Ralphs) – 3:58
2. Simple Man (Ralphs) – 3:37
3. Honey Child (Paul Rodgers/Ralphs/Boz Burrell/Simon Kirke) – 3:15
4. Love Me Somebody (Rodgers) – 3:09
5. Run with the Pack (Rodgers) – 5:21

Side 2
1. Silver, Blue & Gold (Rodgers) – 5:03
2. Young Blood (Jerry Leiber/Mike Stoller/Doc Pomus) – 2:37
3. Do Right by Your Woman (Rodgers) – 2:51
4. Sweet Lil' Sister (Ralphs) – 3:29
5. Fade Away (Rodgers) – 2:54

## Formazione
- Paul Rodgers – voce, chitarre, piano
- Mick Ralphs – chitarra, cori
- Boz Burrell – basso
- Simon Kirke – batteria